# Adolph Ernst zu Sayn-Wittgenstein-Hohenstein
Fürst Adolph Ernst zu Sayn-Wittgenstein-Hohenstein (* 8. März 1783 auf Schloss Wittgenstein, Bad Laasphe; † 31. Dezember 1856 in Rödelheim) war Diplomat und Mitglied der Ersten Kammer der Landstände des Großherzogtums Hessen.

## Familie
Adolph war der Sohn des Johann Ludwig zu Sayn-Wittgenstein-Hohenstein (1740–1796) und der Gräfin Wilhelmine Henriette Caroline von Pückler und Limpurg (1746–1800).

## Karriere
Adolph studierte Kameralwissenschaften und fand seinen beruflichen Einstieg als Assessor in Ansbach unter Karl August von Hardenberg. Am 11. Mai 1813 wurde er in Wien Fürstenstand erhoben oder sein Fürstenstand bestätigt. 1816 wechselte er als Vize-Oberkammerherr an den Darmstädter Hof, ins Großherzogtum Hessen. 1819 wurde er Oberkammerherr. Mit Prinz Emil war er befreundet.
Von 1822 bis 1825 war er Gesandter des Großherzogs von Hessen und bei Rhein am kurhessischen Hof in Kassel, von 1826 bis 1848 am Hof in Wien. Zugleich war er ab 1829 ein auf Lebenszeit ernannter Abgeordneter der Ersten Kammer der Landstände des Großherzogtums Hessen. 1847 schied er durch Verzicht aus.

## Weblink
- Sayn-Wittgenstein-Hohenstein, Adolph Ernst Cornelius Alexander Fürst zu. In: LAGIS: Hessische Biografie; Stand: 15. April 2021.